# Eine Nervensäge
Eine Nervensäge (High Strung) ist eine US-amerikanische Filmkomödie aus dem Jahr 1992. Regie führte Roger Nygard, der gemeinsam mit dem Hauptdarsteller Steve Oedekerk das Drehbuch schrieb.

## Handlung
Thane Furrows ist ein Kinderbuchautor. Er gilt als begabt, aber launisch und verbringt die meiste Zeit in seinem Haus. Er regt sich so ziemlich über alles auf. Schon morgens wenn er seine Cornflakes isst und er zu viel oder zu wenig Milch übrig hat und sich dann noch eine Fliege auf den Teller setzt. Oder auch die Artikel in der Morgenzeitung, die meist nur negative Nachrichten vermitteln. Er hasst die Frau seines Chefs, weil ihre Art ihn aufregt und er hasst seinen Nachbarn, der stets laute Musik hört, die er bis in seine Wohnung dröhnt. Thane hält sich einen Stoffhund als Haustier, weil dieser keine Probleme macht. Ein Versicherungsvertreter der unerwartet vor seiner Tür steht empfängt er zunächst auffallend freundlich, lässt sich jede Menge Versicherungen empfehlen und wirft den Mann schon bald wütend aus seiner Wohnung. Anrufe seiner dominanten Mutter regen ihn auf, ebenso wie die viele unsinnige Werbung in der Post. Manchmal wünscht er sich einfach tot zu sein, weil ihn das alles dann nicht mehr stören würde.
Thane bekommt eines Tages einen Anruf, dass um 20 Uhr etwas Besonderes passieren soll. Als ihn sein Freund Al Dalby diesen Tag besucht, philosophiert er auch mit ihm über die Endlichkeit des Lebens und verdächtigt ihn, diesen seltsamen Anruf getätigt zu haben. Doch Al leugnet dies und fragt Thane, ob es ihm nicht gut ginge, da er jetzt schon Stimmen hören würde. Nachdem Al sich wieder verabschiedet, sieht Thane noch ein wenig TV und regt sich maßlos darüber auf, als ein Kandidat einer Gameshow die Antwort auf eine einfache Frage nicht weiß. Mit seinem Nachbarn legt er sich nun persönlich an, als dieser wieder seine nervige Musik in zu hören beginnt. Da das Gespräch nichts nützt, kappt Thane kurzerhand die Stromleitung zur oberen Wohnung.
Nachdem es auf 20 Uhr zugeht und sich die fremde Stimme mehrfach gemeldet hatte, wird Thane allmählich unruhig. Punkt 20 Uhr klingelt es und ein Taxifahrer steht vor der Tür, um Than abzuholen. Dieser geht mit zu dessen Stretchlimousine und steigt ein, wo ihm der personifizierte Tod begegnet. Thane bezeichnet ihn als abartig und will nicht glauben, dass er jetzt tot sein soll. Für den Tod ist das nicht witzig, denn er fühlte sich von Thane gerufen, nachdem er 18000 mal seinen Namen genannt hätte. Dabei wäre er für ihn unnütz, weil Thane nur an allem herumnörgeln würde und für keinen Menschen etwas nützliches getan hätte. Nachdem Thane sich auch nun pausenlos über den Tod beschwert und ihn maßregelt, findet er sich plötzlich lebend in seiner Wohnung wieder und der Tod ist froh, Thane wieder los zu sein.

## Kritiken
Die Zeitschrift Blickpunkt:Film schrieb, der Film sei „interessant verfilmtes Stand-Up-Comedy-Theater, wohl eher für die Bühne und nicht für das Filmformat inszeniert“.

## Hintergrund
Der Film wurde in Los Angeles gedreht. Seine Produktionskosten betrugen schätzungsweise 300 Tsd. US-Dollar.

## Besetzung und Synchronisation
| Schauspieler     | Rolle                       | Synchronsprecher |
| ---------------- | --------------------------- | ---------------- |
| Steve Oedekerk   | Thane Furrows               | Martin May       |
| Thomas F. Wilson | Al Dalby                    |                  |
| Denise Crosby    | Melanie                     | Gabriele Libbach |
| Fred Willard     | Ray, Versicherungsvertreter | Klaus Nietz      |
| Jani Lane        | Vol, Nachbar                |                  |
| Kirsten Dunst    | Junges Mädchen              |                  |
| Ed Williams      | Chef                        | Frank Straass    |
| Jim Carrey       | Tod                         |                  |
| Toni Sawyer      | Mutter                      | Ursula Vogel     |